# サイコブレイク2
『サイコブレイク2』（PsychoBreak 2, 英: The Evil Within 2）は、Tango Gameworksが開発し、2017年10月19日にベセスダ・ソフトワークスからMicrosoft WindowsとPlayStation 4、Xbox One向けに発売されたサバイバルホラーゲーム。2014年に発売された『サイコブレイク』の続編。

## 概要
E3開幕直前のプレス向け発表会「The Bethesda E3 2017 Showcase」にて正式に『サイコブレイク2』の発売がアナウンスされた。前作『サイコブレイク』のDLCにてディレクターを務めたジョン・ジョハナスが三上真司に代わりメインディレクターに昇格、他にもメインには前作と異なるスタッフを起用した続編。シナリオ担当もトレント・ハーガに代わり石嶺ショウジが起用されている。
前作は限定的な空間で恐怖を煽るデザインに対し、本作では広いフィールドを探索できる自由度の高いゲームシステムとなっている。全ての謎やマップをクリアしなくても、最終的にゲームクリアすることが可能である。
また、前作ではキャラクター性の薄かった主人公のセバスチャンであったが、本作では妻や娘が登場したことで主人公の生活や人生観などが表現されたことにより、プレイヤーが共感できる深みのあるキャラクターとして描くことが徹底されている。
2018年2月14日の無料アップデートで、新たに一人称視点でのプレイが出来る、ファーストパーソンモードが追加されている。

## ストーリー
プロローグ
前回のビーコン精神病院の事件から3年、セバスチャンは何の手がかりも得られず、再び酒に溺れていた。職も同僚も家族も全て失い、人々の精神を接続した装置「STEM」での出来事も信用してもらえず、さらに同僚ジョセフの殺害容疑を疑われて取調べ紛いの精神鑑定にまでかけられ、失意の日々を送っていた。
そこへかつての同僚・キッドマンが彼の目の前に現れる。STEM事件以前に自宅の火事によって死んだはずの娘リリーは生きており、組織「メビウス」に拉致されて「仮想現実システムのコア」として利用され、しかもシステム内で行方不明になっているという。「解放したければ、またあの精神世界「STEM」の中へ入り込むしかない」と告げるキッドマンを信じ切れず、葛藤するセバスチャンだったが他に手立てもなく、再びSTEMに飛び込むことを決意する。
序盤
セバスチャンが向かった先は、メビウスがSTEM内に作成した仮想都市「ユニオン」。前作のSTEMとは異なり現実の日常に近い平穏な世界のはずだった。しかし、システムの核とされたリリーに問題が生じたためかユニオンにも異常が発生し、地殻変動などの天変地異が起こり、さらにはロストと呼ばれる人型クリーチャーが徘徊するようになっていた。
さらに、特殊な能力を使って「人間の死の瞬間」をアート作品とする元戦場カメラマンのステファノという殺人鬼が、ユニオン内で逃亡しているリリーを執拗に追跡した末に拉致していた。
セバスチャンは愛娘を奪還して、この狂った仮想都市から脱出するべく、メビウスが送り込んだ探索チームのうち、生き残った技術サポート担当のオニールや、精神科医ユキコ、プログラム担当サイクスらと協力しつつ、「脊髄」と呼称される別の空間を行き来しながらユニオンを探索していく。
中盤
ステファノと対決し彼を始末したセバスチャンだったが、その彼を利用していた男・セオドアによって彼の領域に転送され、自分の信者になるよう説得される。それを拒み、再び転送された先で女性兵士エズメラルダと知り合い、彼女の口から妻マイラの主導でキッドマンとエズメラルダ、セオドアの4人によるメビウス壊滅計画が進んでいたことを聞かされる。だがセオドアの裏切りによってその計画は行き詰まっており、さらにセオドアの洗脳によってオニールは火炎放射器を持って立ちふさがる敵となった挙げ句、セバスチャンとの戦闘で死亡する。ついにはセバスチャン自身もセオドアによって心を乱され、彼を助けようとしたエズメラルダもロストとの戦闘の末に亡くなってしまう。
終盤
セオドアの立てこもる塔へ向かう道中で、精神科医のユキコも犠牲となるが、過去の出来事と真正面から向き合ったセバスチャンは、トラウマを克服してセオドアを退ける。しかし、そこに現れてセオドアに止めを刺したのは最愛の妻マイラであった。彼女は「娘のリリーを守る」という強い意思に浸食されて、正気を失っており怪物化していた。セバスチャンは怪物となったマイラを救い、愛娘リリーを救出するために決死の探索を続けていく。
やがて、暴走するマイラを倒したセバスチャンは、システム内に再現されたかつての自宅で無事にリリーを救出する。マイラは正気を取り戻したが、リリーの代わりに「STEMを制御するコア」になり、メビウスを打倒するためこの世界に残ると言う。それが組織メビウスを倒すために必要な「最初からの計画」であるというマイラの強い意思により、セバスチャンはやむを得ずマイラを置いて娘と共に現実世界へと戻る。
エピローグ
メビウスの指令室では、キッドマンが反乱を起こして、セバスチャンの救出に向かっていた。絶体絶命の中で、コアとなったマイラが「メビウスの管理システム」を掌握して、メビウスの指導者アドミニストレイターらの脳内に埋め込まれているチップを操作し、全てのメビウスの人間を殺害する。
セバスチャンとリリーは無事に現実世界へと戻り、キッドマンと笑顔で別れるのであった。

## 登場キャラクター

### 主人公
セバスチャン・カステヤノス（Sebastian Castellanos）
声 - 木下浩之
前作及び本作の主人公。38歳。元刑事。
ビーコン事件のトラウマから抜け出せず、娘の死や妻の失踪、相棒であるジョセフの死と部下のキッドマンの裏切り等さまざまな要因により精神を病み、組織を追う目的もあり刑事を辞職。しかし事件の手掛かりを全く掴めず、遠ざけていた酒に溺れて全てを失ってしまった。
そこにキッドマンが現れ、娘のリリーが生存していること、メビウスに囚われていることを聞かされ、リリーを救うために再びSTEMに入る決意をする。
ジュリ・キッドマン（Juli Kidman）
声 - 甲斐田裕子
前作では女刑事として警察に潜入していたメビウスの職員。
今回はSTEMに入らず、現実世界からサポートを試みる。前作に続きメビウスやザ・アドミニストレイターへ不信を募らせており、組織の隙を見てはセバスチャンに助言を送る。
セバスチャンや囚われたリリーを助けたいという思いは本物であり、また秘密裏にマイラたちと手を組みメビウスの壊滅を画策していた。

### カステヤノス家
リリー・リン・カステヤノス（Lily Castellanos）
声 - 石田さくら
セバスチャンとマイラの実子。5歳。セバスチャンの手記によれば「物怖じしない」子供だった。
過去の自宅火災で焼死したものと思われていたが、実はSTEMのコアに利用するというメビウスの目的のために秘密裏に拉致されていた。
STEM内で行方不明になった事を機に、セバスチャンにもその生存を知らされる。
マイラ・カステヤノス（Myra Castellanos／旧姓：Myra Hanson）
声 - 深見梨加
リリーの母でセバスチャンの妻。元クリムゾン市警察の刑事。前作の時点では行方不明だった。
娘を奪ったメビウスの壊滅を目論んで組織に潜伏し、STEM内でメビウスを壊滅させる計画を進めていた。

### ユニオン内の人物
ステファノ・ヴァレンティーニ（Stefano Valentini）
声 - 佐藤せつじ、Rafael Goldstein
スーツを着込み、前髪で視力の無い右目を隠した男。32歳。元戦場カメラマンであり、自称芸術家の連続殺人鬼。
自身の作品に陶酔するナルシストだが、その作品は人間の肉で構成された造形物や、人間の死の瞬間などひたすらにグロテスクである。
戦場カメラマン時代、撮影中に視力を失ったことで狂気に目覚め、人の命が奪われる瞬間に魅了され執着する狂人となった。
手に持つカメラで撮影した被写体の時間を停止、または遅延させる特殊能力を持ち、メビウス工作員や一般市民達を殺害してはその殺害の瞬間が永遠に留まる作品（能力で殺害された人物は死亡する瞬間を一定周期でループしている）として展示していた。異空間へと転移することで、別の場所へと瞬間移動することもできる。また、空に浮かぶカメラレンズのような眼（アパーチャー）により、敵を召喚するなど、多くの能力を併せ持っている。武器はナイフを好んで使うが、それ以外にも手榴弾の爆発を時間停止させて利用するなどの戦法を取る。ちなみに、セバスチャンが使うことになるナイフは元々彼が投げつけた物である。
STEM内で最初に遭遇する謎の男で、正体はセオドアに雇われ「ユニオン」内で逃亡していたリリーを追跡していた人物だったが、最後はセバスチャンとの一騎討ちに敗北し、頭部を銃弾で撃ち抜かれて死亡した。
セオドア・ウォレス（Theodore Wallace）
声 - 玄田哲章
黒人系の自称神父。元の職業はモチベーションスピーカー、小説家、及び精神的指導者。メビウスでは人事部門のトップに就いていた。
落ち着いた物腰で紳士的に接し、ユニオン内にて打倒メビウスを目指すマイラたちと協力関係にあった。
しかし、その本性は相手の精神を見透かして自身の信者にさせる支配欲に満ちた悪人で、リリーのコアとしての力を奪うことでSTEMを乗っ取り、間接的にメビウスを掌握して世界征服することを目論んでいた。ことSTEM内に置いては精通した神経言語プログラムを悪用して他人を服従させ、また相手のトラウマを具現化させることで精神的に追い詰めるなど卑劣な戦法をとる。
セバスチャンのトラウマとなっている前作での出来事を具現化し、サディスト、キーパー、ラウラとの三連戦によりセバスチャンを苦しめる。しかしセバスチャンがラウラを炎上させたことによりセオドア本人も炎に包まれて敗北する。その後、突然現れたマイラによって殺害される。
エスメラルダ・トレス（Esmeralda Torres）
声 - 村中知、Crash Barrera
男勝りで快活な女性兵士。銃器と爆薬の扱いに長けている。
過去に犯した過ちを償うためにマイラやキッドマンのメビウス壊滅計画に手を貸し、セバスチャンと行動を共にする。

### メビウス
ザ・アドミニストレイター（The Administrator）
声 - 山野井仁
メビウスの中心的人物で、今作も引き続き尊大な態度でキッドマンに命令を下す。
前作で死亡した個体はあくまでキッドマンの精神に寄生した本体の一部（幻覚のような存在）である。

探索チーム
リアム・オニール（Liam O'Neal）
声 - 増元拓也、Jesse LeNoir
スキンヘッドが特徴の技術サポート担当。31歳。臆病だが心優しく不器用な性格。
コア（リリー）の不在による「ユニオン」の異常を修正するためにSTEM内に入り、そのままユニオンに閉じ込められて他の隊員ともはぐれていた。
臆病で自己中心的な性格をしており、本業が戦闘要員ではないこともあってか、自分の命を最優先していることを自覚している。基本的に自身の拠点からは動かないが、セバスチャンと接触してからは度々通信機でナビゲートを担当する。
ユキコ・ホフマン（Yukiko Hoffman）
声 - 佐古真弓
チームの紅一点で、日系人の精神科医。同僚のオニールとは親密な関係にある。
心理学と監視のプロであり、以前はSTEMに入る人間の精神検査も担当していた。
戦闘は不得意だが、他の隊員とはぐれてからは単独でリリーの情報を集めていた。セバスチャンと接触してからは彼に協力する。
ジュリアン・サイクス（Julian Sykes）
声 - 櫻井トオル
黒人系の隊員で、STEMのプログラマーを担当。
他の隊員とはぐれてからは単身でユニオンからの抜け道を探っていた。ロストに襲われていたところをセバスチャンに救出され、以降は協力関係になる。
ウィリアム・ベイカー（William Baker）
声 - なし
チームの隊長。戦闘のスペシャリスト。
作中ではステファノの手によってチーム内で真っ先に殺害されてしまった。
マイルズ・ハリソン（Miles Harrison）
声 - 後藤光祐
ハードウェアのサポートを担当。安定化装置の設置を行う予定だった。
市庁舎で瀕死の重傷を負っているところをセバスチャンに発見され、彼に自身の役割を託して死亡する。
ライアン・ターナー（Ryan Turner）＆ ジェームズ・ヘイズ（James Hayes）
声 - 加瀬康之、間宮康弘
治安部隊の隊員で、ターナーは黒っぽいニット帽、ヘイズはゴーグルを着用している。探索チームの護衛が任務。
任務中に状況を重く見て、ロスト化する前に「ユニオン」の住人達を一掃しようと企む。一旦別行動を取った後、合流する予定だったが、ヘイズは拠点に入れず行方不明、ターナーはステファノに殺害されてしまう。

### その他
タティアナ・グティエレス（Tatiana Gtierrez）
声 - 井上喜久子
前作でビーコン精神病院内の閉鎖病棟に勤務していた看護師。
前作とは違うSTEMに繋がれているはずなのだが、彼女が現れる理由は不明。
ジョセフ・オダ（Joseph Oda）
セバスチャンの相棒だった男性刑事。本作ではファイルとフィルムの中でのみ登場する。

## クリーチャー
ロスト（The Lost）
皮膚の一部が泡立ったゾンビのような人型クリーチャー。元は人間で、理性を失い凶暴化し変異した姿。
基本的には雑魚だが群れで襲って来られると強くなる。異常な生命力を持っており、四肢を破壊されても数秒で再生するほど。また、大半は素手だが中には火炎瓶や斧を持った個体もいる。
作中で見つかる報告書によると、ユニオンの住人が「何らかの勢力に追われる妄想」から症状が始まり、それに屈服することで変異した存在とされる。
名前には「失われた」「迷った」「行方不明の」という意味がある。

ヒステリック（Hysteric）
白髪・白い肌・白い肌着と全体的に白い姿の女性クリーチャー。包丁を持っている。
待機中は下を俯き立ったまま停止しているか、佐伯伽椰子を思い起こさせる奇声を上げながらロストより鈍重な動作で徘徊している。しかしセバスチャンを見つけると甲高い叫び声を上げて、ロストを上回る素早い動きで切りかかってくる。
人間に近い外観や体格などはロストとあまり変わらないが、通常のロストよりも耐久力が高いため手斧やスニークキルによる攻撃で一撃死しない。武器・弾薬の少ない序盤においては、もっとも脅威になる敵と言える。
名前には「異常に興奮しているさま」という意味がある。

ラメント（Lament）
内股で4本の手を生やした長身痩躯のクリーチャー。口から緑色のガスの様な気体（酸性の霧状の唾液）を出しており、ムンクの『叫び』のような顔をしている。
一定の範囲を巡回し、セバスチャンを見つけると大声で叫ぶが、この声には周囲で活動を静止していたロストを活性化させると同時に、セバスチャンのスタミナをゼロにする作用がある。さらに、物音やセバスチャンの姿に反応する際の移動速度は平常時からは想像出来ないほど速く、近距離で見つかった場合に振り切るのは難しいため「うっうっうっ…」と嘆くような声を聞きながら逃げまわる羽目になる。
攻撃手段は気体の発生源でもある酸液で、口から放物線上に飛ばして遠距離攻撃を仕掛けるほか、セバスチャンに掴みかかり直接酸を吐き掛けて即死させる攻撃も備えている。
非常に強力な小ボスのような存在であるが、無理に戦う必要もない場所にいることが多く、遠距離からのスナイパーライフルのヘッドショット1発で倒せるため、そういう意味では脅威度は低めである。
名前には「嘆き悲しむ」という意味があり、ムンクの叫びのような仕草や嘆くような声から来ていると思われる。

スポーン（Spawn）
青白い異形のクリーチャー。3人分の人間の頭部が重なった顔があり、その裂け目から凶暴な牙を生やしている。
鰐のように四つん這いで地面を高速で這い回すため見つけづらいが獣が発する息づかいのような音をかすかに発している。攻撃はひっかきや噛みついたり、俊敏に飛び掛かったりする。基本的に複数で群れを成して行動するなど、野犬や狼のような行動パターンを持つ。
名前にはスラングで「(敵が)登場する」「蘇る」という意味がある。

グラットン（Glutton）
上半身が異様に膨張し赤く大きなふくらみなどもある肥満型のロスト。
セバスチャンを見つけると走って接近して自爆する。攻撃を受け続けても体が膨張して自爆するので、周囲の敵を巻き込むように自爆させることも出来る。ちなみに膨張させた状態だとスニークキルで一撃で倒せなくなる。
名前も「大食漢」の意味を持ち、見た目からついているのかもしれない。

ディサイプル（Disciple）
全身に炎を纏った筋骨隆々の人型クリーチャー。
セオドアによって使役されており、元は人間でセオドアに何らかの形で服従した者達。
体表面が溶岩のように超高温に達していて、攻撃体勢に入ったり興奮すると燃え盛るほか、平常時でも一定周期で燃焼している。全身からは炎が噴き出す時もあり、近接攻撃時は血液のような溶岩が飛び散ることもある。
攻撃は体格と違わずパンチやタックルなど格闘系である。
なお、炎上している間はスニークキルが通用せず、接触するだけでセバスチャンがダメージを受ける様になる。
名前には「使徒」という意味があり、オニール戦で彼に負けると聞けるセリフ「君にディサイプルになる資格はない」からもその事がうかがえる。

アルベド（Albedo）
外皮が石膏や蝋のように変異した人型クリーチャー。マイラにより生み出された。ステファノ曰く「優れた作品」。
中には石膏のように全身が固められているものも存在したりする。
攻撃方法などは通常のロストと変わらないが、外皮が蝋化してより頑強になっている。
名前にはラテン語で「白」という意味がある。

アニマ（Anima）
謎の女性型クリーチャー。ボロボロの衣服をなびかせながら空中を漂う幽霊のような存在。
出現時や発見時などにセバスチャンの名を呼んだり画面が青白く変化したりする。また、徘徊時は歌を楽しそうに口ずさみながら低速で移動する。
基本的にメインシナリオで関わることは少なく、一定条件を満たすと遭遇する。このクリーチャーに出会うと、セバスチャンは過去のビーコン精神病院を彷彿とさせる別世界に飛ばされ、そこからの脱出を強いられる。
壁やドアを透過したり、サイコキネシスで邪魔な障害物を浮上させる力を持ち、あらゆる攻撃を受け付けず、追いつくと即死させられるなど、撃破することは不可能。その特性から、必然的にアニマに見つからずに逃げなければならない。
ちなみに、セバスチャンが捕まると口からなにかを吸い出され皮膚が泡立ちながらロスト化していく特殊な死亡演出が見られる。
名前にはラテン語で「生命」や「魂」を指す。

ウォッチャー（The Watcher）
何処からともなく湧き出る白濁の液体から発生する、長い首と腕だけの大型クリーチャー。
「監視者」の名前のとおり常に一箇所を監視するよう陣取っており、セバスチャンは見つからずに通り抜けようとするが、銃撃によって倒すこともできる。
ちなみに、近づきすぎるとセバスチャンが沼のように沈み込んでいき死亡する演出がみられる。

ガーディアン（Guardian）
長い黒髪の女性の首複数を中心に無数の死体が寄せ集まった巨大な人型のクリーチャー。右腕と一体化した巨大な丸鋸を持つ。ステファノの能力によって作られた作品の1つ。
「アハハハー」と不気味に笑いながら追いかけてきて、丸鋸で切り付けようとする。
最初の1体は市庁舎前でボスとして出現するが、裏口へ逃げ込むことで回避もできる。それ以外にも、商業地区で走りまわっている個体や、一定の場所で出現したりする。
名前は「護衛（ガーディアン）」の意味を持ち、ステファノの「美術館の警備員」という感じなのかもしれない。

オブスキュラ（Obscura）
スプリングカメラに女性の肉で形作った三脚を据え付けたクリーチャー。ステファノの領域から聞こえる音声によると「彼によって惨殺された女性の死体をクリーチャーに作り変えた」物。ステファノの能力によって作られた作品の1つ。
長い足で床や天井を移動し、ワイヤーの先端に絡めた鋭い鉄片で斬りつけてくる。また、頭部の巨大カメラはステファノと同様に被写体の時間を停止させる力を持ち、この能力でセバスチャンの行動を妨害してくる。
ストーリー中では2回戦う機会があるが、1度目は耐久戦であり、倒す事が出来ないが、2度目の遭遇時には倒すことができる（倒さずに出現エリアを脱出することも可能）。
ラテン語で「暗い（オブスキュラ）部屋（カメラ）」という意味を持ち、カメラの原型となるもので暗い部屋や箱に空けた穴を通して外界が上下逆さまに映し出される、即ちオブスキュラが天井にぶら下がるところから来ているものと思われる。

アパーチャー（Aperture）
カメラレンズのような巨大な目玉を持つクリーチャー。街のはるか上空におり、巨大な触手「デッドリー・テンドリエルズ」を持つ。触手をいくつも地上へ張り巡らし、上空から監視している。アパーチャーを通して、ステファノはガーディアンなどを召喚している。
セバスチャンが劇場に乗り込んだ際にはステファノがアパーチャーに追撃を妨害させており、大きな目玉から発するサーチライトに照らされると、触手に一撃で叩き殺されてしまう。
おそらくは、このクリーチャーもステファノが作った作品と思われ、ステファノが愛用しているカメラ「VERITAS」のブランドロゴがアパーチャーにも刻印されている。
名前はカメラにおけるレンズの口径のことを指す。

エフィジー（Effigy）
ウォッチャーが電柱を取り込んで攻撃形態に変化した姿。マイラによって生み出された。
飛び跳ねながら移動し、巨体を活かした突進や押し潰し攻撃の他に取り込んだ電柱を地面に突き刺して放電攻撃を行う。胴体中央に存在する赤く光る腫瘍が弱点となっている。
名前には「(憎い人を呪うために作った)人形」の意味がある。

メイトリアーク（Matriarch）
娘を護ろうとする母性が暴走し、怪物化してしまったマイラ。溶けた蝋のような液体を纏った上半身のみの巨大な人型クリーチャー。
両腕を振り回す、地面から触手を生やす、爆発する膿や蜘蛛形のクリーチャーをまき散らすなどの攻撃を行う。エフィジー同様赤く光る腫瘍が弱点だが、ダメージを負うごとに腫瘍の位置が変化していく。
名前には「(家族や部族の)女家長、女族長」という意味がある。

サディスト（）

キーパー（）

ラウラ（）